# Ismaël Baouf
Ismaël Baouf (17 september 2006) is een Belgisch voetballer die onder contract ligt bij RSC Anderlecht.

## Clubcarrière
Baouf ruilde in 2022 de jeugdopleiding van Sporting Charleroi voor die van RSC Anderlecht. Op 21 april 2023 maakte hij zijn profdebuut in het shirt van RSCA Futures, het beloftenelftal van Anderlecht dat vanaf het seizoen 2022/23 aantreedt in Eerste klasse B: in de promotie-playoffwedstrijd tegen Club NXT (0-0-gelijkspel) liet trainer Guillaume Gillet hem starten en vervolgens de hele wedstrijd spelen. In juni 2023 ondertekende hij zijn eerste profcontract, dat hem tot 2026 aan de club bond.

## Clubstatistieken
| Seizoen     | Club         | Competitie      | Competitie | Competitie | Competitie | Beker | Beker | Beker | Internationaal | Internationaal | Internationaal | Totaal | Totaal | Totaal |
| Seizoen     | Club         | Competitie      | Wed.       | Dlp.       | Ass.       | Wed.  | Dlp.  | Ass.  | Wed.           | Dlp.           | Ass.           | Wed.   | Dlp.   | Ass.   |
| ----------- | ------------ | --------------- | ---------- | ---------- | ---------- | ----- | ----- | ----- | -------------- | -------------- | -------------- | ------ | ------ | ------ |
| 2022/23     | RSCA Futures | Eerste klasse B | 2          | 0          | 0          | —     | —     | —     | —              | —              | —              | 2      | 0      | 0      |
| 2023/24     | RSCA Futures | Eerste klasse B | 23         | 1          | 1          | —     | —     | —     | —              | —              | —              | 23     | 1      | 1      |
| 2024/25     | RSCA Futures | Eerste klasse B | 26         | 2          | 0          | —     | —     | —     | —              | —              | —              | 26     | 2      | 0      |
| Club Totaal | Club Totaal  | Club Totaal     | 51         | 3          | 1          | 0     | 0     | 0     | 0              | 0              | 0              | 51     | 3      | 1      |
| 2025/26     | SC Cambuur   | Eerste Divisie  | 0          | 0          | 0          | 0     | 0     | 0     | —              | —              | —              | 0      | 0      | 0      |
| Club Totaal | Club Totaal  | Club Totaal     | 0          | 0          | 0          | 0     | 0     | 0     | 0              | 0              | 0              | 0      | 0      | 0      |
| Totaal      | Totaal       | Totaal          | 51         | 3          | 1          | 0     | 0     | 0     | 0              | 0              | 0              | 51     | 3      | 1      |

Bijgewerkt op 21 juni 2023.

## Privé
- Baouf is de zoon van ex-voetballer Rachid Baouf, die onder andere voor RWDM voetbalde.[4]

1 Jansen ·
2 Jermoumi ·
3 Berkhout ·
6 Amofa ·
7 Balk ·
8 Souren ·
9 K. Visser ·
10 Diemers  ·
11 Sjöstrand ·
13 Binder ·
14 Van der Sande ·
16 Mulders ·
17 Nartey ·
18 Rölke ·
19 Henstra ·
20 D. Visser ·
21 Meijster ·
22 Galvez ·
24 Jonker ·
25 Marsman ·
27 Kooistra ·
30 Van der Veen ·
31 Kalisvaart ·
33 Priem ·
40 Veldhuis ·
46 Nap ·
Coach: De Jong
· Assistent-coach: De Graaf
· Assistent-coach: Reinsma
· Keeperstrainer: Plattel